# Бронепалубни крайцери тип „Диана“
Диана (на руски: Диана) са серия от три бронепалубни крайцери на Руския императорски флот построени в края на 19 и началото на 20 век. Първите серийни стоманени океански бронепалубни крайцери от 1-ви ранг, проектирани и построени в Русия. В руския военен флот се отнасят към категорията „среден крайцер фрегатен ранг“. За разлика от установената традиция на именуването на проектите според името на главния кораб на серията, крайцерите на типа „Диана“ са кръстени по името на втория кораб. Обозначението на типа „Диана“ е частен случай в историята на руското военно корабостроене, когато за обозначение на типа в серията е прието названието на втория кораб – най-лаконичното и звучно име. Главният кораб в серията официално е крайцерът „Палада“, на краищата на неговите комини са нанесени най-тънките отличителни черни окантовки („марки“), а на комините на крайцера „Аврора“ – най-широките. Имената на корабите са в чест на древноримски богини, а крайцерите ги наследяват имената на ветроходни фрегати, влизащи в състава на флота през 19 век. Във флота корабите от този тип са наречени и „богини родно производство“.

## Проектиране
Външнополитическата обстановка от края на 19 век, принуждава правителството на Руската империя не само да увеличава силите на бреговата отбрана, но и да създава силен океански флот, в частност крайцерски сили. Към началото на 1890-те години изострените противоречия с Великобритания водят до нова надпревара във военноморското въоръжаване. Едновременно с поръчките на кораби на чуждестранни корабостроителници е взето решение за осъществяването на строеж и в руските заводи. По указание на управляващия Морското министерство, адмирал Николай Матвеевич Чихачов, Морският технически комитет (МТК), на 2 март 1894 г., обявява конкурс за най-добър проект за стоманен, бързоходен, бронепалубен океански крайцер – „изтребител на търговци“. В резултат на разглеждане на предложените проекти три са признати за победители, но нито един от тях така и не е реализиран. След стабилизирането на противоречията с Англия, Руската империя се сблъсква с „германска заплаха“: в Балтийско море Императорските военноморски сили нарастват както качествено, така и количествено. Като ответна мярка руската корабостроителна програма е коригирана.
Без да дочака окончателните резултати на конкурса, в рамките на внесените през 1895 г. допълнения в двадесетгодишната корабостроителна програма, са поръчани три „карапасни крайцера“, станали впоследствие крайцерите от типа „Диана“. Главна цел на тези допълнения са „уравновесяване на нашите морски сили с германските и със силите на прилежащите в Балтика второстепенни държави“. Заявката за проектиране и постройка на новите крайцери е от 7 април 1895 г. и е издадена от Главното управление по корабостроене и снабдяване на Морското министерство към Балтийския завод. Тактико-технически характеристики на бъдещите крайцери са съизмерими с фактическите параметри на корабите, създавани от най-силната морска държава – Великобритания; в съответствие с това указание се предполага, че за основа ще бъде взет проекта на един от крайцерите, построени в Англия за последните години. Първоначално като прототип се разглежда крайцерът „Астрея“, който обаче е отхвърлен, тъй като според мнение на инженерите на завода той „сред другите нови крайцери сред различните нации не представлява най-удачния тип“.
За месец специалистите на завода изготвят и представят на МТК три ескизни варианта на крайцери с различна водоизместимост – от 4400 до 5600 тона. След няколко дни е добавен още един разработен вариант с водоизместомост 6000 тона, прототип за който е най-новия английски крайцер „HMS Talbot“. По мнение на историците, инициатор на създаването и главен конструктор на този проект е управляващият завода, старшият корабостроител Саверий Ксавериевич Ратник. „В представения от Балтийския завод проект артилерийското въоръжение се състои от две 203-mm и осем 152-mm оръдия, двадесет и седем 57-mm оръдия. Този вариант, с оглед предписанията на генерал-адмирала великия княз Алексей Александрович да се заменят 203-mm оръдия със 152-mm и служи за основата на последващата разработка“.
В хода на ред обсъждания за новия тип крайцери са съгласувани неговите главни размери, формата на обводите на корпуса, разположението на помещенията и ред други параметри. Нееднократно преразглежданият състав на артилерията на крайцерите към май 1896 г. включва 10 152-mm, 20 75-mm и осем 37-mm оръдия.
През ноември 1896 г. проектът е за последен път преразгледан заради неочаквано открито претоварване от 182 тона. За неговото отстраняване намаляват запаса на въглища и провизии, отказват се от използването на оръдейни щитове и намаляват броя на 152-mm оръдия до осем. Приемането на това решение е обособено от обстоятелството, че към края на 1896 г. „германската заплаха“ преминава на втори план и по-актуално става назряващото противостояние с Великобритания. На хартия проектът превъзхожда всички английски аналози, а автономността на плаване не играе вече голяма роля поради договореността с Франция за използване в случай на конфликт на нейните морски бази.

## Описание на конструкцията
На 20 април 1896 г. е разгледана и одобрена от Комитета редактираната, според последните разчетни данни, спецификация на крайцера с водоизместимост 6630 т, който има главни размери: дължина по товарната водолиния 123,75 м, ширина с обшивката 16,76 м и газене с кила 6,4 м.

### Корпус
Корпусът на кораба е построен от мека корабостроителна стомана; състои се от набор, стоманена обшивка, настилка на двойното дъно и има три палуби – горна, батарейна и бронирана (карапасна), а също така полубак и две платформи в краищата – носова и кърмова. В трюма има още две платформи, разположени по една в краищата; трюмът се дели на отделения от 13 прегради. От носа до кърмата има непрекъснат вертикален вътрешен кил, занитен за двуслойния хоризонтален кил. Щевните на крайцерите са отлети от бронз.
Надлъжната здравина на корпуса е осигурена от 135 съставни шпангоута. Към набора изцяло с два реда нитове е закрепена външната стоманена обшивка с дебелина от 11 до 16 mm. Подводната част на корпуса е обшита със 102-mm тикови дъски и над тях – 1-mm медни листове за предотвратяване на налепите по дъното. За намаляване на люлеенето надлъжно по корпуса са поставени бордови килове от 9-mm стоманени листове. Палубите и платформите имат тикова настилка; около оръдията на горната палуба, кнехтите и битенгите има настилка от 89 mm дъбови дъски. Крайцерите имат по две мачти.

### Въоръжение

#### Артилерийско
Артилерийското въоръжение на крайцерите от типа „Диана“, съгласно окончателния вариант на проекта, се състои само от скорострелни оръдия: осем 152-mm патронни оръдия система Кане с дължина на ствола 45 калибра на палубни установки, двадесет и четири 75-mm оръдия Кане с дължина на ствола 50 калибра и осем едностволни 37-mm оръдия Хочкис. Освен това в състава на артилерийското въоръжение влизат и две десантни 63,5-mm оръдия система на Барановски на колесни лафети, предназначени за подсилване на корабния десант. Всички оръдия освен десантните са доставени от Обуховския завод.
Главният калибър на кораба е разположен на палубни установки: на полубака и юта има съответно преследващо и ретирадно оръдия, още шест оръдия по двойки са разположени побордно на спонсони зад полубака, в кърмата и на 45-ия шпангоут. 75-mm оръдия, като противоминен калибър са разположени побордно на горната и батарейната палуби, осигуряващи обстрел по целия хоризонт. 37-mm оръдия са поставени на бойния марс на фокмачтата и на мостиците на кораба.
Боезапасът се намира в трюма под бронираната палуба в четири специално оборудвани погреба. За 152-mm оръдия той е 1414 изстрела, за 75-mm – 6240 изстрела, а в носовия погреб има 3600 снаряда за 37-mm оръдия.
Приборите за управление на артилерийския огън на крайцерите са произведени от Петербургския електромеханически завод „Н. К. Гейслер и К°“ и позволяват регулиране на стрелбата както на отделни оръдия или батереи, така и на кораба като цяло.
| Калибър, mm                         | 152         | 75        | 37   |
| Дължина на ствола в калибри         | 45          | 50        | 22,8 |
| Маса на ствола, kg                  | 5815 – 6290 | 879 – 910 | 32,8 |
| Начална скорост на снаряда, m/s     | 792,5       | 823       | 442  |
| Максимална далечина на стрелбата, m | 10 970      | 7869      | 2778 |
| Маса на снаряда, kg                 | 41,4        | 4,9       | 0,5  |
| Скорострелност, изстрела/минута     | 6           | 10        | 20   |

#### Минно
В състава на въоръжението на бъдещите крайцери още на ранния етап от проектирането са включени надводни торпедни апарати. В началото на 1897 г. целесъобразността им е поставена под съмнение, тъй като опитът от японо-китайската война показва риска от взрив на надводните торпедни апарати при попадение по време на артилерийски бой. В проекта на крайцерите от типа „Диана“ са своевременно внесени съответните изменения, и в резултат корабите получават въоръжение, състояще се от три 381-mm торпедни (минни) апарата: един надводен, който е прикрит и може да се изважда, разположен във форщевена на кораба, и два подводни траверсни щитови, поставени на носовата платформа. Насочването на минните апарати се извършва чрез корпуса на кораба с помощта на поставени в бойната рубка прицели.
Боезапасът за торпедните апарати е от осем торпеда. Освен това на крайцерите трябва да има и 35 сферични мини за поставянето им от минен сал или баркаси.

### Брониране
Брониран пояс не се предвижда за крайцерите на типа „Диана“ по проект и затова всички жизненоважни части на кораба (машините, котелните и румпелното отделения, погребите на артилерийския и минния боезапас, централният боен пост, помещенията на подводните торпедни апарати) са защитени от карапасна (черупковидна) бронирана палуба, съставена от 38-mm плочи в хоризонталната част и постепенно удебеляващи се до 63,5 mm към скосовете на борда и краищата.
Бойната рубка, разположена на втория етаж на носовата надстройка, е обшита със 152-mm бронирани плочи. Кожусите на комините, шахтите на елеваторите и трансмисиите на системите за управление над бронираната палуба са прикрити с 38-mm броня. Единственото прикритие на артилерията са 16-mm стоманени щитове зад оръдията, предназначени за предпазване на оръдейната прислуга от осколки. Впоследствие към тези щитове са добавени и други, П-образни, с по-голяма дебелина – които защитават оръдията и прислугата отпред и отстрани.

### Силова установка
Парните котли са система „Белвил“, с работно налягане от 17,2 atm, разположени в три котелни отделения. Осем котела се намират в носовото и кърмовото отделения, а шест – в средното. Свежата пара във всеки от главните механизми преминава през детандер, в който налагането намалява от 17,2 atm в главния паропровод до 12,9 atm на входа в парната машина. Всяка машина има по три цилиндра, с диаметър 800, 1273 и 1900 mm, разчетени за работно налягане от 12,9 atm (високо), 5,5 atm (средно) и 2,2 atm (ниско) съответствено. Въглищата се транспортират в бункери (12 долни и 2 горни), намиращи се в междубордовото пространство при котелните отделения, а също така и в разположените между бронираната и батарейната палуби в района на машинните отделения осем бункера за запасното гориво. В съответствие със спецификацията, въглищата трябва да са достатъчни за изминаването на 4000 морски мили с 10 възелов ход.
Трите трилопастни бронзови гребни винта с диаметър 4,09 m са задвижани от три парни трицилиндрови машини с тройно разширение и сумарна проектна мощност от 11 610 к.с. (3×3870) с честота на въртене на валовете от 135 об./мин. Това тряба да осигури на крайцера скорост малко над 20 възела при налягане на парата от 12,9 atm. Реалната скорост при експлоатация обаче не надвишава 19 възела. Винтовете имат променлива стъпка на въртене.
Също така корабите тип „Диана“ имат парни динамо машина с обща мощност от 336 kW.

### Системи и устройства
За първи път в руския флот при крайцерите от тип „Диана“ е използвана водоотливна система, построена на автономен принцип. Изпомпването на вода се извършва от осем водоотливни турбини (електрически центробежни помпи). Впоследствие в тази система са отбелязани съществени недостатъци, които са отстранени само на „Аврора“ преди отплаването му за Далечния Изток в състава на Втора Тихоокеанска ескадра.
За изпълнение на различни задачи всеки от крайцерите има два парни катера, два баркаса и два гребни катера. Освен това на борда на корабите има и по два велбота и яла. Спускането и вдигането на парните катери е механично, а на останалите плавателни средства – ръчно.
За вътрешнокорабна свръзка има разговорни тръби и звънци, а при отказ на техническите средства – куриери.
Пожарната система включва в себе си положен под бронираната палуба по дължината на десния борд магистрален тръбопровод и две парни помпи. В случай на възникване на пожар във въглищните бункери има система за гасенето им с пара.
Електрическият рулев механизъм за „Диана“ е произведен от фирмата „Унион“, за „Палада“ – от Балтийския завод, а за „Аврора“ – от фирмата „Сименс и Галске“. Тази разнотипност е обусловена от стремежа на специалистите да намерят най-добрия вариант за последващо използване във флота.
На всеки крайцер от серията има противоминни мрежи, предназначени за използване при престой на кораба на котва на открит рейд.

### Управление на кораба
Управлението на кораба в бой се извършва от бойната рубка, където са съсредоточени всички необходими за това технически средства. В централния пост, където се пренасочва управлението в случай на излизане от строя на бойната рубка, са дублирани всички системи (освен прицелването на торпедните апарати). В обичайни условия управлението на кораба се извършва от ходовата рубка, разположена на ходовия мостик. На горната палуба под бойната рубка се намира щурманската рубка, а в кърмовата част – резервната щурманска рубка. Изследователите отбелязват голямата живучест на управлението на кораба: пет поста подсигуряват възможността за управление на крайцера чрез следните варианти:
- с помощта на електромотора на румпелното устройство;
- с помощта на електромотора за управление на инжекторите на парната машина;
- с помощта на механична трансмисия, управляваща инжекторите на парната рулева машина;
- с помощта на щурвала в румпелното отделение, непосредствено с помощта на електромотора на рулевото устройство;
- с помощта само на щурвала в румпелното отделение (при липса на електрозахранване).

### Екипаж и условия на обитание
По щат екипажът на крайцерите е 20 офицера и 550 кондуктора и нисши чинове. Освен това корабите имат възможност да приемат флагман с щаба му; за тази цел има специални кабинети и спални, разположени по десния борд в кърмовата част. Шестнайсет офицерски каюти също са в кърмата на кораба по двата борда. В средата на офицерските помещения се намира каюткомпанията, близо към средната част на кораба са разположени камбуза, лазарета и хлебопекарната. Носовата част е заета от помещенията на екипажа.

### Модернизации
В хода на експлоатацията на крайцерите стават ясни многобройните недостатъци на проекта, които се отстраняват през цялото време на службата на корабите. Въпреки това внесените конструктивни изменения не могат коренно да подобрят проекта, остарял към началото на 20 век.
Въоръжението на корабите тип „Диана“ за годините на службата им търпи най-съществените изменения. Първи, с неголеми доработки, е артилерийската част на „Аврора“: малко преди отплаването му за Далечния изток в състава на Втора Тихоокеанска ескадра крайцерът получава броневи щитове с дебелина един дюйм (25,4 mm) за установките на главния калибър (с изключение оръдията на втората носова двойка). На носовия мостик се появяват две картечници Максим, а конструкцията на амбразурите на 75-mm оръдия на последния крайцер от серията е променена още през 1902 г.
През 1907 г., след завръщането на „Аврора“ и „Диана“ от руско-японската война, от тях са свалени всички малокалибрени оръдия („Диана“ оставя противоминната си артилерия за сухопътния фронт на Порт Артур) и е демонтиран елеваторът на фор марса. Четири от 75-mm оръдия на „Аврора“ са сменени с две 152-mm. Корабите се лишават от невлезлите в употреба торпедни апарати и мините за заграждение.
1914 г. „Диана“ посреща без артилерия: крайцерът се предполага да бъде преустроен на учебно-артилерийски кораб, въоръжен с най-новите 130-mm оръдия. Започналата война повлича зад себе си спешно въоръжаване на „Диана“ с осем 120-mm оръдия, намерени на склад. През октомври същата година крайцерът вместо 120-mm оръдия получава десет 152-mm оръдия, свалени от учебния кораб „Император Александър II“.
През 1915 г. двата крайцера получават оборудване за поставяне на 150 мини, образец 1908 г. Вместо 16 75-mm оръдия на „Аврора“ поставят четири допълнителни 152-mm. Останалите 75-mm оръдия се разполагат на горната палуба, а за защита от авиация на кораба се появява автоматично оръдие на Викерс (Vickers-Armstrong). „Диана“ по това време получава новите 130-mm оръдия, поставени също така вместо 75-mm артилерия. Така към лятото на 1915 г. „Аврора“ има на въоръжение 14 152-mm и 4 75-mm, а „Диана“ – 10 130-mm и 4 75-mm оръдия. По време на службата на крайцерите на Або-Аландската шхерна позиция на „Диана“ и „Аврора“ поставят фор тралове, шарнирно закрепени на форщевена.
Към 1941 г. използваният като плаваща база „Аврора“ има разнообразна артилерия, в числото на която по някои данни има и оръдие Б-13 от първата серия 50 калибра, а зенитната група е представена от 8 оръдия и картечници.

## Построяване и изпитания
На 23 май 1897 г. в Санкт Петербург са тържествата по повод залагането от великия княз Алексей Александрович на трите нови бронепалубни крайцера: на Галерния остров в Санкт Петербург – главния кораб на серията „Палада“ и „Диана“; а в Новое Адмиралтейство – „Аврора“. Имената на крайцерите са избрани лично от императора Николай II.
По-големият обем работи по формирането на корпусите на „Палада“ и „Диана“ е извършен през 1898 г., тъй като тогава са взети решенията по основните технически и организационни въпроси. Стапелният период на постройката, който продължава над три години, завършва за „Палада“ на 14 август, а за „Диана“ на 30 септември 1899 г. Към това време е решено и изпращането на тези крайцери в Далечния изток; при „Аврора“ все още завършват строителните работи.
„Палада“ и „Диана“ съответно на 14 август и 10 октомври 1901 г. започват изпитанията. Силовите установки на двата крайцера показват добри резултати; трите главни парни машини на „Палада“ развиват сумарна мощност с над 10% повече от изискваната по спецификация. Но по време на изпитанията за скорост и двата кораба не успяват да достигнат проектната 20-възлова скорост. „При „Палада“ средната най-голяма скорост при водоизместимост 6722 t е 19,17 въз., „Диана“ в хода на изпитанията, имащ водоизместимост 6657 t, достига едва 19-възловата марка“. В хода на изпитанията по стрелба на корабите са констатирани съществени недостатъци в артилерийската част. Тях се постарават да избегнат и поправят на достроявания „Аврора“. След изваждането на потопения в Порт Артур „Палада“ и последвалия скъпоструващ ремонт, „Цугару“ (така е преименуван „Палада“ в японския флот) излиза на ходови изпитания, на които развива ход от 21,85 възела. Новите стопани на кораба трябва да: избавят кораба от диферента към носа („свинско“ газене), прецизно да регулират машините и да изберат оптималната стъпка за винтовете.
На 10 октомври 1902 г. започват изпитанията на „Аврора“, в хода на които крайцерът на мерната миля развива 19,66 възела, но само за кратко. Повторните изпитания завършват съвършено неудовлетворително, и затова корабът не е приет, а следващите проби са пренесени за следващата година. На 14 юли 1903 г. крайцерът така и не успява да достигне контрактната скорост, но съвкупността на показаните резултати позволява „Аврора“ да бъде приет в строя.

## История на службата
|  |  |  |

| Дата на залагане         | 23 май 1897 г.                                                         | 23 май 1897 г. | 23 май 1897 г.                                                   |
| Дата на спускане на вода | 30 септември 1899 г.                                                   | 11 май 1900 г. | 14 август 1899 г.                                                |
| Дата на влизане в строй  | 11 декември 1901 г.                                                    | 17 юли 1903 г. | май 1901 г.                                                      |
| Съдба                    | На 21 ноември 1925 г. изключен от състава на флота и предаден за скрап | Използва се понастоящем като кораб музей. Заради историческата си роля официално все още е в състава на Руския ВМФ. | На 7 май 1924 г. е потопен от авиацията на ВМС като кораб-мишена |

### „Диана“
На 27 април 1896 г. е зачислен в списъците на съдовете на Балтийския флот, на 23 май 1897 г. е заложен на елинга на Галерния остров в Санкт Петербург, спуснат е на вода на 30 септември 1899 г., а влиза в строй на 11 декември 1901 г.
След това е изпратен в Далечния Изток в състава на отряда на контраадмирал Евалд Антонович Щакелберг. Пристига в Порт Артур, взема активно участие в маневрите на Първа тихоокеанска ескадра. Приемащият прегледа на съдовете от ескадрата, генерал-адютант Е. И. Алексеев, се изказва крайно негативно за новопристигналите „Диана“ и „Палада“:
| „ | Крайцерите 1-ви ранг „Диана“ и „Палада“, построени от държавните корабостроителници в Санкт Петербург, значително изостават от своите чуждестранни аналози по всичко, както по отношение на хода и артилерията, така и в пълнотата и завършеността на проекта, а също и по качество на изпълнение на работите. Така например, още в Кронщат комисията отбелязва, че контрактното число сили се достига без работата на четири от котлите, по този начин, те са излишен товар. Междувременно, за пълния боекомплект за артилерийските снаряди няма място и погребите частично са разположени в съседство с котлите. Морските качества също не са високи, тъй като крайцерите се забиват с носа при плаване и не могат да постигнат пълната си скорост от 20 възела. | “ |

От януари до юли 1904 г. участва в Руско-японската война, намирайки се в обсадения Порт Артур. След боя в Жълто море отплава за Сайгон и е интерниран от местните власти до края на военните действия. След войната се връща в Балтийско море, в Кронщат преминава ремонт и превъоръжаване. В периода на Първата световна война участва в набези по комуникациите на противника, носи дозорна служба, прикрива минно-заградителните действия на леките сили на флота. От май 1918 г. до 9 ноември 1922 г. се намира в Кронщатското военно пристанище на дълговременно съхранение. На 21 ноември 1925 г. е изключен от състава на флота.

### „Аврора“
На 6 април 1897 г. е зачислен в списъците на съдовете на Балтийския флот, На 23 май 1897 г. е заложен на елинга на Новото Адмиралтейство в Санкт Петербург, спуснат на вода на 11 май 1900 г., влиза в строй на 17 юли 1903 г.
В хода на Руско-японската война влиза в състава на Втора Тихоокеанска ескадра и участва в Цушимското сражение. След боя отплава за Манила и е интерниран от местните власти до края на военните действия. След войната се връща в Балтийско море, в Кронщад преминава ремонт и превъоръжение. В периода на Първата световна война участва в набези по комуникациите на противника, носи дозорна служба, прикрива минно-заградителните действия на леките сили на флота. Известен е със своето участие в Октомврийската революция: където дава халосен изстрел от носовото оръдие, с който крайцерът подава сигнал за щурма на Зимния дворец.
През ноември 1922 г. е прекласифициран на учебен кораб. В годините на Великата отечествена война потъва в град Ломоносов (Ораниенбаум) от попаденията на немските снаряди. След изваждането му и реконструкция се използва понастоящем като музей.

### „Палада“
На 23 май 1897 г. е заложен на елинга на Новото адмиралтейство в Санкт Петербург, спуснат е на вода на 14 август 1899 г., влиза в строй 1901 г.
След това е изпратен в Далечния Изток в състава на отряда на контраадмирал Евалд Антонович Щакелберг. Пристигнал в Порт Артур, взема активно участие в маневрите на Първа тихоокеанска ескадра. В първата нощ на руско-японската война получава торпедно попадение и за дълго излиза от строй. На 28 юли 1904 г. след боя в Жълто море се връща в Порт Артур, където потъва на 25 ноември 1904 г. по време на обстрел на вътрешния залив. На 12 септември 1905 г. е изваден от японците и преоборудван в учебния кораб „Цугару“. На 7 май 1924 г. е потопен като мишена.
На изпитанията след изваждането и ремонта (който отнема пет години) „Цугару“ развива скорост почти 22 възела. След известно време като учебен крайцер, „Цугару“ е преоборудван в минен заградител.

## Оценка на проекта
Строежът на крайцерите от типа „Диана“ е първият опит на руското корабостроене за серийно създаване на кораби от такъв клас. По механизация и електрификация на оборудването дадените кораби за момента на влизането им в строй превъзхождат всички построени в Русия кораби. Въпреки това много от устройствата се отличават с крайна недомисленост и неоптималност, а самата конструкция на крайцерите на този тип спрямо „наборите“ им, строени, в т.ч. и за Русия, не може да бъде оценена като удачна. Както отбелязват съвременниците, към момента на влизането им в строй крайцерите на типа „Диана“ могат да се смятат за морално остарели: дългият строеж на корабите ги прави стари още на стапелите. Към края на 19 век скоростта от 20 възела е недостатъчна за крайцер, а слабото им въоръжение прави новите руски кораби чувствително по-слаби от потенциалните им противници. Освен това службата на тези кораби показва недостатъчната вместимост на техните въглищни бункери, т.е. малка далечина на плаване. По този начин крайцерите на типа „Диана“ практически нямат никакви достойнства, но обладават цял ред значителни недостатъци.
| Сравнителни ТТХ на бронепалубни крайцери от края на 19 век | Сравнителни ТТХ на бронепалубни крайцери от края на 19 век | Сравнителни ТТХ на бронепалубни крайцери от края на 19 век | Сравнителни ТТХ на бронепалубни крайцери от края на 19 век | Сравнителни ТТХ на бронепалубни крайцери от края на 19 век | Сравнителни ТТХ на бронепалубни крайцери от края на 19 век | Сравнителни ТТХ на бронепалубни крайцери от края на 19 век | Сравнителни ТТХ на бронепалубни крайцери от края на 19 век |
| Характеристики                                             | Великобритания · „Талбот“                                  | Великобритания · „Хоук“                                    | Русия „Диана“                                              | Германия · „Херта“                                         | Великобритания · „Хайфлаер“                                | Япония · „Такасаго“                                        | Франция · „Д'Антрекасто“                                   |
| ---------------------------------------------------------- | ---------------------------------------------------------- | ---------------------------------------------------------- | ---------------------------------------------------------- | ---------------------------------------------------------- | ---------------------------------------------------------- | ---------------------------------------------------------- | ---------------------------------------------------------- |
| Години на строителство                                     | 1894 – 1896                                                | 1889 – 1893                                                | 1896 – 1901                                                | 1896 – 1898                                                | 1897 – 1899                                                | 1896 – 1898                                                | 1894 – 1899                                                |
| Водоизместимост, t                                         | 5600                                                       | 7700                                                       | 6731                                                       | 5660                                                       | 5690                                                       | 5260                                                       | 7995                                                       |
| Дължина между перпендикулярите, m                          | 106                                                        | 118                                                        | 122                                                        | 109                                                        | 113                                                        | 118                                                        | 117                                                        |
| Силова установка, к.с.                                     | 8000                                                       | 12 000                                                     | 11 600                                                     | 10 000                                                     | 10 000                                                     | 15 500                                                     | 14 500                                                     |
| Скорост, възела                                            | 19                                                         | 20                                                         | 19                                                         | 19                                                         | 20                                                         | 22,5                                                       | 19,2                                                       |
| Запас въглища нормален/пълен, t                            | 550/1075                                                   | 850/1250                                                   | 800/1070                                                   | 500/950                                                    | 600/1125                                                   | /1000                                                      | 650/980                                                    |
| Артилерийско въоръжение                                    | 5 × 152-mm 6 × 120-mm 8 × 76-mm 1 × 47-mm 1 × 12-фунтa     | 2 × 234-mm 10 × 152-mm 12 × 57-mm                          | 8 × 152-mm 24 × 75-mm 8 × 37-mm 2 × 63,5-mm                | 2 × 210-mm 8 × 150-mm 10 × 88-mm 10 × 37-mm                | 11 × 152-mm 9 × 76-mm 6 × 47-mm                            | 2 × 203-mm 10 × 120-mm 12 × 76-mm 6 × 42-mm                | 2 × 240-mm 12 × 138-mm 12 × 47-mm 6 × 37-mm                |
| Бордов залп                                                | 3 × 152-mm 3 × 120-mm 4 × 76-mm                            | 2 × 234-mm 5 × 152-mm 6 × 57-mm                            | 5 × 152-mm 12 × 75-mm                                      | 2 × 210-mm 4 × 150-mm 5 × 88-mm                            | 6 × 152-mm 4 × 76-mm                                       | 2 × 203-mm 5 × 120-mm 6 × 76-mm                            | 2 × 240-mm 6 × 138-mm                                      |
| Екипаж, души                                               | 450                                                        | 544                                                        | 570                                                        | 477                                                        | 450                                                        | 425                                                        | 559                                                        |